# P.S. (曲)
「P.S.」（ピーエス）は、日本のシンガーソングライター・幾田りらの楽曲である。2023年7月7日に配信限定シングルとして発売された。作詞作曲は幾田が自ら手がけ、編曲はキクイケタロウが手がけた。ビターズ・エンド配給映画『1秒先の彼』の主題歌として書き下ろされた楽曲で、ミュージック・ビデオは同作とのコラボMVとして制作された。タイトルは映画のキーアイテムとなる手紙から連想して付けられたもの。

## 背景・リリース
2023年5月12日、7月7日に公開の映画『1秒先の彼』の主題歌が「P.S.」に決定したことを発表。幾田が映画主題歌を手がけるのは本作が初となる。幾田は楽曲について生きていくテンポは人それぞれ違うものを刻んでいるけれど、不思議と釣られていくことが心地いいと感じる相手。そこに「好き」の入り口があるような気がしています。麗華の育む思いやりでできた恋心は、まるで初夏の温かな風のようで、そんな優しくも凛とした強さを楽曲に込めたいと思いましたとコメントした。
6月29日、「P.S.」を映画が公開される7月7日に配信限定シングルとして発売することを発表。同日に配信ジャケットが公開された。

## ミュージック・ビデオ
7月7日に「P.S.」のミュージック・ビデオが公開され、監督は大畑創が務めた。映画『1秒先の彼』とのコラボMVとして制作され、映画本編で語られていない主人公2人の幼年時代を描いた作品となっている。ミュージック・ビデオには柊木陽太（幼少期のハジメ役）と加藤柚凪（幼少期のレイカ役）が映画と同じ役柄で出演しているほか、一部映画の場面映像が使用されている。

## 評価
Billboard JAPANは、本作を淡い恋心を歌った楽曲と説明し、幾田の優しく透明感のある歌声がなんともマッチしていると評した。
音楽ライターの森朋之は、本作を人を好きになったときの“つられる”感覚を言葉、メロディ、サウンドにバランスよく置き換えた、華やかで愛らしいポップナンバーと説明し、本作における幾田の歌について心地よいリズムとファルセットを交えた表現豊かなボーカルからは、シンガーソングライターとしてのさらなる進化が伝わってくると評した。また森は、楽曲の魅力として「指を鳴らす音」や「大サビで3拍子に移行する」といったリズムの変化も挙げている。

## チャート成績
| チャート (2023年)                      | 最高位 |
| -------------------------------------- | ------ |
| Japan Download Songs (Billboard JAPAN) | 44     |
| 日本 (オリコンデジタルシングル)        | 37     |